# Santa Inés Ahuatempan (kommun)
Santa Inés Ahuatempan är en kommun i Mexiko.   Den ligger i delstaten Puebla, i den sydöstra delen av landet, 160 km sydost om huvudstaden Mexico City.
Följande samhällen finns i Santa Inés Ahuatempan:
- Santa Inés Ahuatempan
- La Concepción
- Las Minas
- Tierra Nueva